# Dysmachus putoni
Dysmachus putoni là một loài ruồi trong họ Asilidae. Dysmachus putoni được Séguy miêu tả năm 1927. Loài này phân bố ở vùng Cổ Bắc giới.